# Domácí vzdělávání v Hongkongu
Domácí vzdělávání, též individuální vzdělávání (ang. homeschooling), je druh moderního vzdělávání, které probíhá výhradně v prostředí domova s absencí sociálního prostředí školy. Jedinec je doma vyučován buďto rodičem nebo učitelem.
Prvně se tento druh vzdělávání objevuje v USA přibližně v 2. polovině 20. století. K tomuto kroku je většinou uvoleno poté, co rodinám odborný školní přístup přijde nedostačující a plnohodnotně nepodporuje individuální růst dítěte. Ve většině zemí světa je domácí vzdělávání legální (USA, Austrálie, Spojené království, …), částečně přístupné pod omezujícími podmínkami (Česká republika, Rusko, Francie, …) nebo výhradně nelegální (Severní Korea, Turecko, Švédsko, …).

## Historie vzdělávání v Hongkongu
V roce 1842 byl Hongkong prohlášen britskou kolonií a sloužil čistě pro ekonomické a obchodní styky, zejména tedy s pevninskou Čínou. Evropští kolonizátoři na Hongkongu v té době nejevili zájem o kázání celoplošného vzdělávání, tedy alespoň co se týkalo velkých mas. Soustředili se primárně na elitu jako na své potenciální obchodní partnery a těm určitou formu edukace poskytli.
S narůstajícím vlivem Komunistické strany Číny po konci 2. světové války na území ČLR se tento původní nezájem obrací a přerůstá v nový pohled na formu vzdělávání v Hongkongu – pozornost byla převedena na chudou část čínské společnosti a důležitou se stává myšlenka ovládání mas pomocí vzdělání.
Povinná školní docházka byla v oblasti zavedena až roku 1971 jako jeden z motivů potlačení čínského nacionalismu, který stále sílil ze strany ČLR. Zároveň se tímto krokem částečně opustilo od zneužívání levné dětské pracovní síly a bylo zcela nelegální pracovat do 14. roku dítěte. Roku 1979 se tato hranice posunula o rok výše, tedy 15 let. Zavedením povinného docházení do škol na výuku se tak předešlo tomuto zneužívání.
Ke konci 20. století bylo rozhodnuto, že se Hongkongská oblast vrátí z područí Velké Británie do rukou Číny s tím rozdílem, že na následujících 50 let bude Hongkong fungovat jako zvláštní administrativní oblast s vlastní ekonomikou a právním systémem. V rámci edukace pak bylo třeba budoucí hongkongskou generaci před-připravit pro potenciální spojení se s Čínou a tedy se vzdělat i v tomto ohledu. Nanejvýš žádoucí byly vědomosti v oblasti čínské historie, kultury, národní identity, ekonomiky, politiky a práv.

## Počátky domácího vzdělávání
Ačkoliv domácí vzdělávání v Hongkongu není kompletně ilegální, s příchodem 21. století se tento jev postupně více stává aktuálnějším tématem a čím dál tím více rodin se v této oblasti obrací k tomuto typu edukace. Právní norma samotného povinného školství je celkem nejednoznačná, a proto těžko hovořit o nahrazení právě domácím vzděláním. Náležitou formu vzdělání má čínský lid ve své povaze od pradávna, primárně kvůli zrodu konfucianismu na téže území. Domácí vzdělávání těmto normativně zavedeným principům značně odporuje.

## Vzdělávací úřad v Hongkongu
Přestože není domácí vzdělávání v Hongkongu zcela zakázáno, není tak ani podporováno Vzdělávacím úřadem v Hongkongu (Educational Bureau of Hong Kong, EDB). Neexistuje žádná oficiální forma žádosti o uznání domácího vzdělávání, a když i přes to rodič usnese za vhodné své dítě vzdělávat doma, může o tomto počinu EDB pouze informovat. Pokud taková rodina splňuje určité požadavky úřadu, EDB smí udělit tzv. "ne-souhlas" (ang. "non-disapproval"), se kterým je sice rodina uvolena učit své děti v prostředí domova, ale je limitována pravidelnými návštěvami úředníků, jenž mají za úkol zjistit proč a jak bude dítě vzděláváno do svých 15 let, a navíc jsou v tomto ohledu povinni poskytovat mnoho podkladů a důkazů.
Jakmile se ale prokáže jakákoli neadekvátnost nedostačujících forem, či dokonce extrémní situace spojené s fyzickým či emočním zanedbáváním, EDB v tomto případě uděluje tzv. "příkazy k účasti" (ang. "attendance orders"), kdy v tomto momentě je rodič nucen uposlechnout a dítě poslat zpět do tamní školy. Není-li vyhověno, zodpovědná osoba může čelit pokutám, či dokonce vězení.

## Organizace EDiversity
Organizace EDiversity (čínskými znaky: 教育大同, přepis v pinyinu: jiàoyù dàtóng) je nezisková organizace, která vznikla v Hongkongu roku 2014 prvotně jako skupina rodičů, co doma vzdělávala své děti, a která tímto projektem chtěla zvýšit povědomí o výjimečnostech každého dítěte zvlášť a o tom, že jak školní, tak i domácí vzdělávání může být různorodé a vzájemně se doplňovat, případně kombinovat. V širším kontextu pak usilují i o to, aby tato vzájemná souhra vzdělávacích systémů napomohla k dalšímu vylepšení školství v Hongkongu.
EDiversity věří, že:
1. Kreativita a individualita každého dítěte je jejich největším přínosem, mělo by to být respektováno a posilováno.[5]
2. Všechny děti jsou různé a jsou schopny sebe-učení. Potřebují pro to jen prostor a vhodné podmínky.[5]
3. Vzdělání by mělo být flexibilní a odpovídat potřebám každého dítěte zvlášť.[5]
4. Volba vzdělání rodiče pro své dítě by měla být respektována - škola a domácnost by měly vzájemně spolupracovat na vytvoření co nejlepšího prostředí dítěte.[5]
5. Rodiče i učitelé by měli dostat přístup a potřebné informace k nejnovějším výzkumům ve vzdělávacím oboru a zároveň mezi sebou spolupracovat a udržovat kontakt.[5]
6. Vzdělávání není pouze o dětech, ale také o budoucnosti jednotlivce a celé společnosti, ve které se jedinec vyskytuje.[5]

Organizace je často spojována s dětmi, co vyžadují speciální asistenční potřeby nebo právě s domácím vzděláváním, ačkoliv jejich primárním cílem je:
"Aby každé dítě dosáhlo vzdělání, které jim bude vyhovovat a setká se s jejich potřebami, a aby se každé vzdělávání mohlo vzájemně doplňovat a uskutečňovat společně, s cílem vylepšit svět."

## Galerie

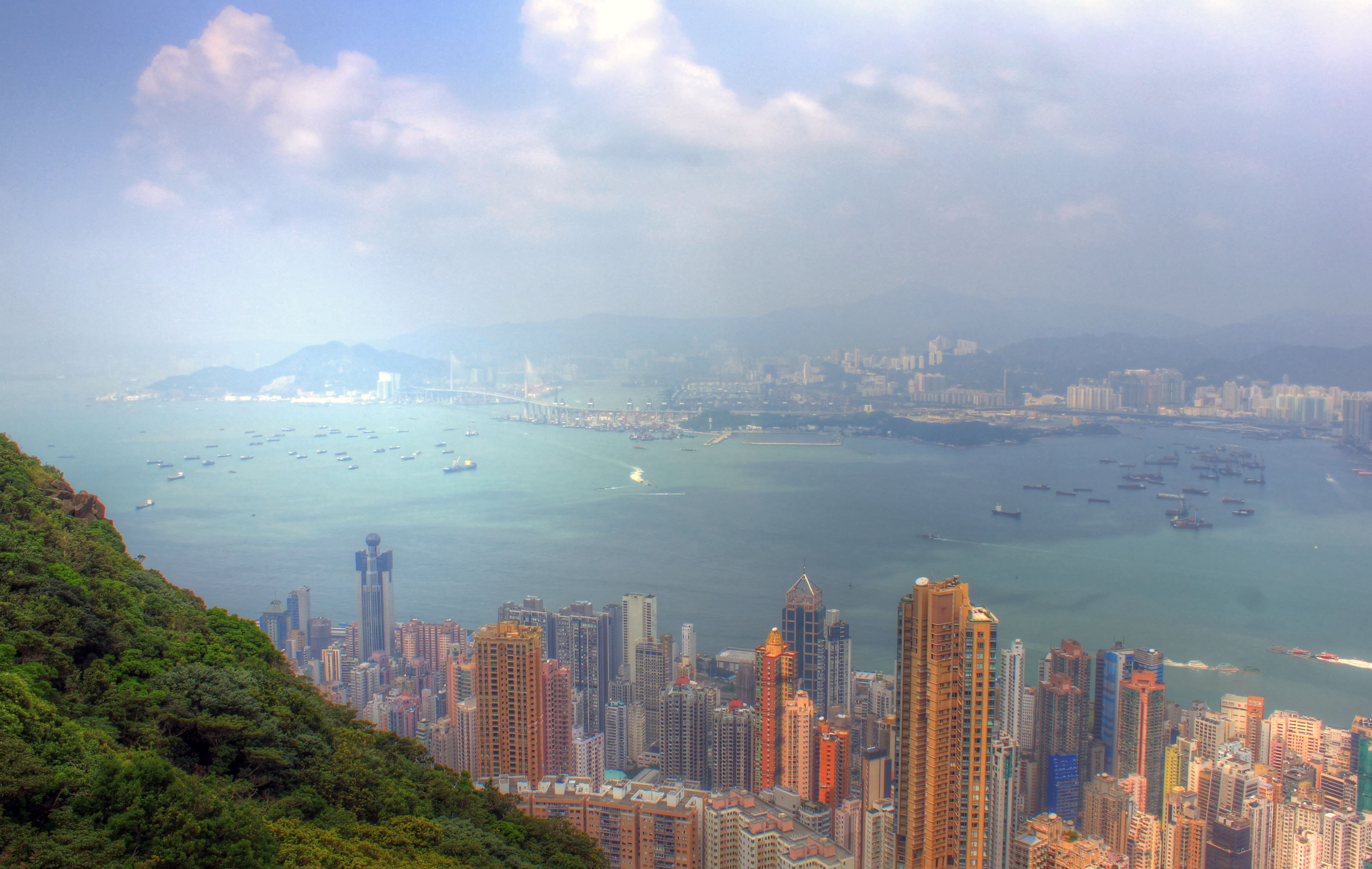
Pohled na Hongkong v mlze
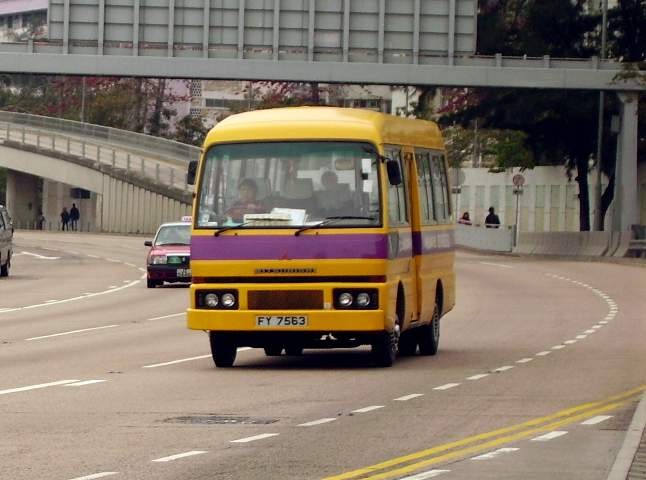
Hongkongský školní autobus
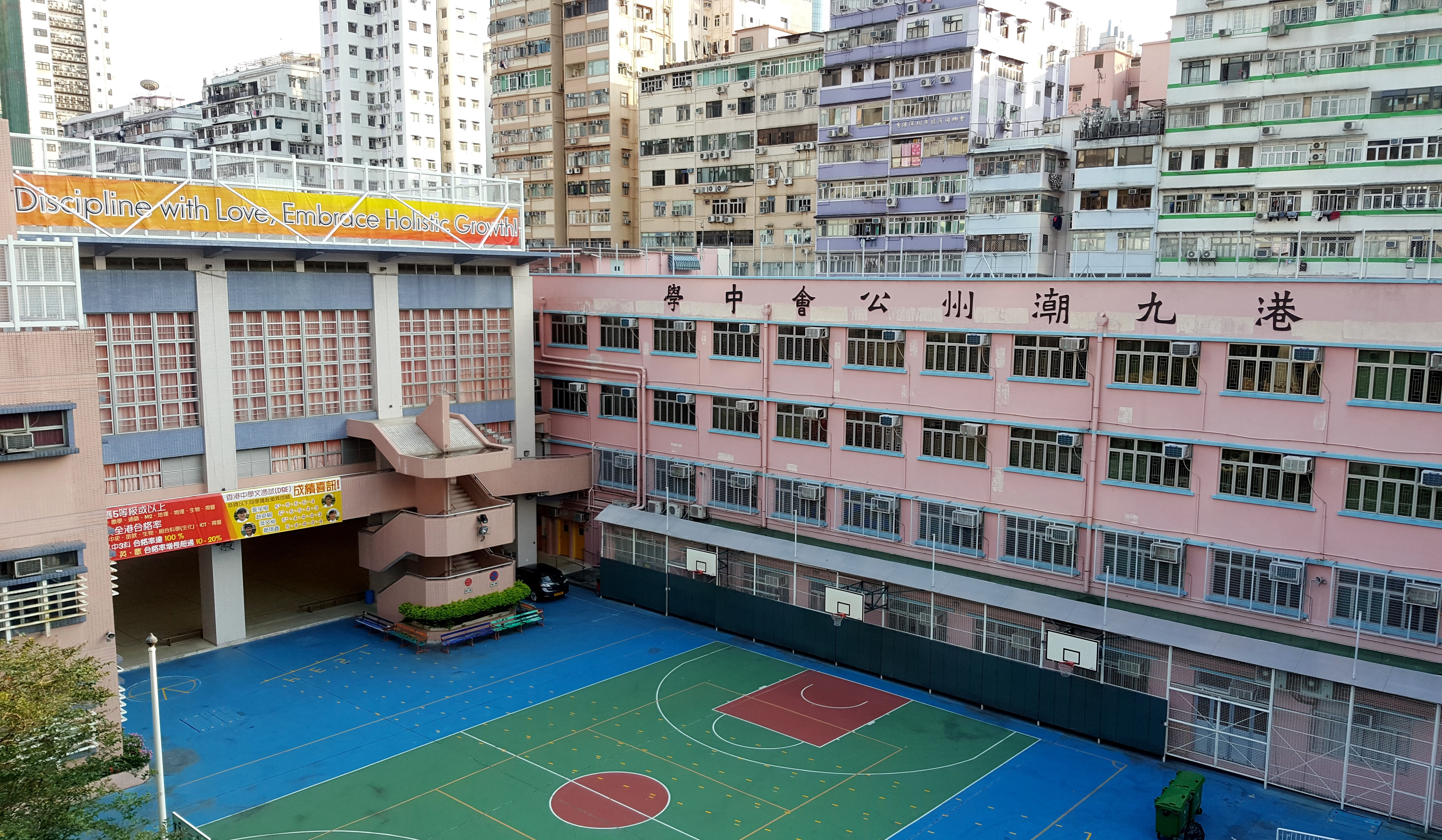
Hongkong a Kowloon Chiu Chow - střední škola
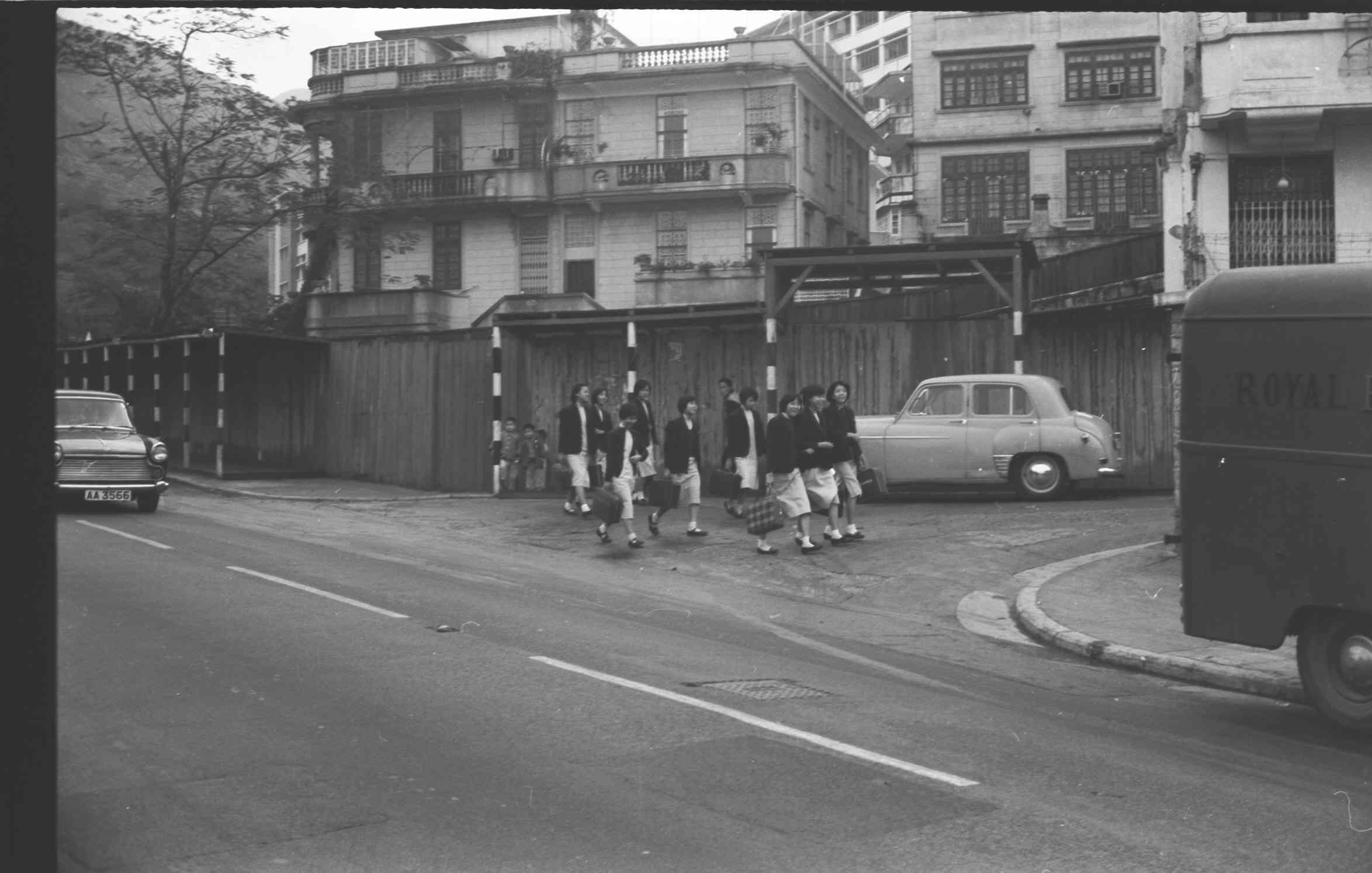
Hongkongské dívky, vracející se domů ze školy, cca 1964